# Exoristobia funeralis
Exoristobia funeralis är en stekelart som först beskrevs av Girault 1915.  Exoristobia funeralis ingår i släktet Exoristobia och familjen sköldlussteklar. Inga underarter finns listade i Catalogue of Life.